# Bill Fagerbakke
William "Bill" Fagerbakke (Fontana (Californië), 4 oktober 1957) is een Amerikaans acteur.
Fagerbakke is het bekendst als Engelstalige stem van Patrick Ster in de animatieserie SpongeBob SquarePants.
Hij is getrouwd en heeft twee dochters.

## Filmografie (selectie)
- Space Buddies (2009) - Pi
- Finding Amanda (2008) - Larry
- Shrieking Violet (2007) - Larchmont
- W.I.T.C.H. (televisieserie, 2006) - Gulch & Karl Deplerson
- Callback (2005) - Johnny Kremenz
- Quigley (2003) - Security Guard Londo
- Ken Park (2002) - Bob
- The Ultimate Christmas Present (2000) - Sparky
- Under Wraps (1997) - Harold the Mummy, Ted
- The Stand (televisieserie, 1994) - Tom Cullen
- Loose Cannons (1990) - Giant
- Coach (televisieserie, 1989) - Michael Dybinski
- Funny Farm (1988) - Lon Criterion
- The Secret of My Succes (1987) - Ron
- Almost Partners (1987) - Willard

### Stemmen
- Transformers: Animated (2008) - Bulkhead e.a.
- The Legend of Frosty the Snowman (2005) - Frosty the Snowman
- The Endless Summer (2005) - Patrick Ster
- The Madagascar Penguins in a Christmas Caper (2005) - Ted the Polar Bear
- Balto III: Wings of Change (2004) - Ralph
- SpongeBob Squarepants B.C. (2004) - Patar (Patrick Star)
- The SpongeBob SquarePants Movie (2004) - Patrick Star
- Patrick the Snowman (2002) - Patrick Star
- Lloyd in Space (televisieserie, 2001) - Kurt Blobberts
- Lady and the Tramp 2: Scamp's Adventure (2001) - Mooch
- SpongeBob SquarePants (televisieserie, 1999) - Patrick Star
- Roughnecks: The Starship Troopers Chronicles (geanimeerde televisieserie) - Sgt. Gossard
- The Hunchback of Notre Dame (1996) - Oafish Guard
- Jumanji (televisieserie, 1996) - Alan Parrish
- Dumb and Dumber (televisieserie, 1995) - Harry Dunne
- Gargoyles (geanimeerde televisieserie, 1994) - Broadway, Hollywood
- Beethoven (televisieserie, 1994) - Caesar, Roger's Dad
- Porco Rosso (1992) - Mamma Aiuto Gang

- Biblioteca Nacional de España: XX5025408
- Bibliothèque nationale de France: cb14633281g (data)
- International Standard Name Identifier: 0000 0001 0777 7021
- Library of Congress Control Number: no2004025689
- MusicBrainz: ad094e68-d27f-4c91-8f3c-0b6b4eeda6e2
- Nederlandse Thesaurus van Auteursnamen: 317854259
- Système universitaire de documentation: 08793177X
- Virtual International Authority File: 88149106309368492604